# Silene lazica
Silene lazica är en nejlikväxtart som beskrevs av Pierre Edmond Boissier. Silene lazica ingår i släktet glimmar, och familjen nejlikväxter. Inga underarter finns listade i Catalogue of Life.